# Первіна
Пе́рвіна (рос. Первина) — присілок у складі Туринського міського округу Свердловської області.
Населення — 19 осіб (2010, 102 у 2002).
Національний склад населення станом на 2002 рік: росіяни — 94 %.